# Javier Lizarzaburu
Javier Lizarzaburu Montani, es un periodista y gestor cultural peruano, reconocido por sus campañas a favor del patrimonio cultural de la ciudad de Lima. Trabajó 15 años con la BBC de Londres y ha recibido más de 10 premios y menciones internacionales de periodismo y creatividad. Volvió al Perú en el 2009 y lanzó la campaña Lima Milenaria. En 2012 consiguió el reconocimiento oficial de Lima como Ciudad Milenaria.

## Estudios
Estudió Ciencias de la Comunicación en la Universidad de Lima, grado de Bachiller. Luego concluyó los estudios de Doctorado en Ciencias de la Información y en Historia Latinoamericana en la Universidad Autónoma de Barcelona, España. Le siguió un trabajo de tesis doctoral y seminarios libres en la escuela de Estudios Culturales Latinoamericanos del King’s College, University of London, Reino Unido.

## Vida profesional
Desde septiembre de 2018 trabaja como Coordinador de Información Pública en la Oficina de UNESCO Perú, en Lima. Antes de eso fue Asesor, en temas de Cultura y Ciudadanía, del Comité Organizador de los Juegos Panamericanos Lima 2019, contribuyendo conceptos y contenidos sobre la ciudad milenaria de Lima, así como desarrollos culturales contemporáneos en la capital y el país para la celebración de los Juegos.
Realizó el Plan de Comunicaciones para el futuro Museo Nacional de Arqueología, MUNA, por encargo de la oficina de UNESCO-Perú; y gestionó la campaña para la revalorización de los canales de irrigación prehispánicos de Lima para la Comisión de Regantes Surco-Huatica. También gestionó una comunicación en línea al ministro de Cultura para tal fin.  Todavía no se ha anunciado el resultado final.
Fue Jefe de Comunicaciones en la Gerencia de Cultura de la Municipalidad de Lima (julio de 2013 – agosto de 2014), donde dirigió y supervisó la estrategia de comunicación durante el año en que la capital fue declarada Plaza Mayor de la Cultura Iberoamericana. 
Fue editor de Fin de Semana del diario El Comercio (enero de 2011 - mayo de 2013), donde tuvo a cargo la campaña Lima Milenaria y una columna semanal sobre temas de ciudad. Durante ese periodo produjo el primer mapa interactivo de huacas y realizó la primera encuesta ciudadana sobre patrimonio cultural en Lima.  La campaña recibió un apoyo unánime del Congreso del Perú.
Antes de volver a Perú vivió más de 20 años en el extranjero. La mayor parte del tiempo trabajando con la BBC World Service como Senior Producer en Londres, Miami y Washington (1993-2008). A lo largo de 15 años ocupó varios puestos en distintas locaciones, trabajando tanto para el servicio latinoamericano y el servicio en inglés BBC Crossing Continents.

### Lima Milenaria
En el 2010 lanzó la campaña Lima Milenaria desde el blog del mismo nombre. Se trata de una propuesta que ve el patrimonio arqueológico limeño desde una perspectiva de desarrollo, inclusión y ciudadanía.  Luego fue invitado por el diario El Comercio para continuar la campaña desde su plataforma, y en enero de 2012 consiguió el reconocimiento oficial de Lima como Ciudad Milenaria - Ciudad de Culturas (Decreto de Alcaldía N.º 1 de la Municipalidad de Lima).  Ha escrito ampliamente sobre el tema y producido algunos videos. Actualmente sigue publicando el blog, enfocado en temas de ciudad y patrimonio.

## Premios y reconocimientos
- 2017: Miembro del equipo ganador del concurso para la curaduría del pabellón peruano en la Bienal de Arquitectura de Venecia, 2018.[10]
- 2017: Premio a la Resistencia 2017, Revista Caretas.[11]
- 2013: Selección oficial. Festival de Cine Peruano de Nueva York. Video “Lima Milenaria y el Mar”.
- 2009: Selección oficial. Premio internacional de Periodismo - Gabriel García Márquez. Categoría Internet, reportaje especial sobre “Mayo del 68”.
- 2008: Selección oficial. Premio de periodismo de la BBC. Reportaje especial sobre “Cambio Climático”.
- 2004: Plata. New York Festivals, “A la sombra de los Estados Unidos”, reportajes en inglés sobre relaciones con América Latina.
- 2003: Mención especial. Premio internacional Periodismo - Gabriel García Márquez. “Cruces”, serie de radio sobre relaciones México-Estados Unidos.
- 2002: Oro. Sociedad de Periodistas Profesionales de Estados Unidos. “Cruces”.
- 2002: Oro. Edward R. Murrow Award - RTNDA. “Cruces”.
- 2002: Primer y segundo lugar. Asociación de Periodistas Hispanos de Estados Unidos. Dos series de artículos: sobre el 11 de septiembre de 2001, y sobre la situación de los latinos en la frontera.
- 2002: Finalista. Premio Información Pública de Naciones Unidas, Nueva York. “Cruces”.
- 2002: Finalista. New York Festivals. “Cruces”.
- 1998: Bronce. New York Festivals. Serie de programas radiales sobre drogas en América Latina, "Mil formas de viajar", publicado en CD.[2]

## Publicaciones y otras actividades
Además del blog Lima Milenaria uno de sus temas de interés es la lucha contra el racismo.  Ha escrito varios artículos al respecto, entre ellos una serie para la BBC, y entrevistas a varios medios. Escribe para medios locales y extranjeros, y regularmente es invitado como conferencista para hablar sobre patrimonio arquitectónico y el valor de las ciudades.